# Jaraicejo (kommunhuvudort)
Jaraicejo är en kommunhuvudort i Spanien.   Den ligger i provinsen Provincia de Cáceres och regionen Extremadura, i den centrala delen av landet, 200 km väster om huvudstaden Madrid. Jaraicejo ligger 494 meter över havet och antalet invånare är 621.
Terrängen runt Jaraicejo är platt åt sydväst, men åt nordost är den kuperad. Runt Jaraicejo är det mycket glesbefolkat, med 5 invånare per kvadratkilometer. Närmaste större samhälle är Torrecillas de la Tiesa, 12,4 km sydost om Jaraicejo. Omgivningarna runt Jaraicejo är huvudsakligen savann.